# Marek Hamšík
Marek Hamšík, född 27 juli 1987 i Banská Bystrica, Socialistiska republiken Slovakien, Tjeckoslovakien, är en slovakisk före detta professionell fotbollsspelare.
Han spelade för Slovakien på landslagsnivå, där han bidrog till att föra laget till andra omgången i både VM 2010 och EM 2016.

## Klubbkarriär

### Bakgrund
Trots att Hamšík växte upp i Banská Bystrica, så spelade han aldrig för A–laget Dukla Banská Bystrica. Han började spela för en liten klubb som kallades för Jupie Podlavice. År 2002 skrev han på för det slovakiska storlaget Slovan Bratislava, där han spelade för A–laget i en match och även gjorde mål.
Han flyttade till Brescia 2004 som 17-åring och transfern kostade Brescia €500 000 (cirka 4,5 miljoner kronor). Hans första match för det italienska laget var mot Chievo Verona i mars 2005. Senare den säsongen avslutade Brescia säsongen på 19:e plats i Serie A och flyttades ned till Serie B. År 2005–2006 spelade han 24 ligamatcher i Serie B och Brescia slutade 10:a. Hamšík hade en relativt bra säsong år 2006–2007 då han gjorde 10 mål på 40 matcher.
Under sommartransfern år 2006–2007 var stora klubblag som Inter och Milan intresserade av att köpa honom och senare började flera stora klubblag som Liverpool, Chelsea och Manchester United visa intresse. Han bestämde sig dock för att skriva på för Napoli.

### Transfer till Napoli
Den 28 juni 2007 offentliggjorde Serie A-klubben Napoli att de hade skrivit på ett femårskontrakt med Hamšík. Transfern kostade Napoli €5,5 miljoner (cirka 50 miljoner kronor). Presidenten i Napoli, De Laurentiis, sa att Hamšík är en spelare som man ska hålla ögonen på i framtiden.
Han spelade sin första A–lagsmatch för Napoli mot Cesena i första omgången i Italienska Cupen och Napoli vann med 4–0. Hamšík assisterade fram till ett mål och gjorde själv det andra. Han gjorde sitt första mål i Serie A mot Sampdoria den 16 september 2007.
Napoli slutade på 8:e plats i Serie A säsongen 2007–2008 och Hamšik hade en stor del i den framgången. Med sina nio mål på 37 matcher har han även blivit en erkänd fotbollsspelare i Europa och rankades 2013 som en av de mest lovande fotbollsspelarna i världen.
Dagen före julafton 2017 gjorde Marek Hamšík sitt 116:e mål för klubben (sammanräknat i alla matcher). Därmed slog han den argentinske fotbollslegendaren Diego Maradonas rekord som klubbens största målskytt genom tiderna.

### IFK Göteborg
Den 8 mars 2021 stod det klart att Marek Hamšík hade skrivit på för IFK Göteborg. Efter att ha brutit kontraktet med sin dåvarande klubb Dalian Yifang, sökte han sig tillbaka till Europa för att få speltid inför EM. Hans första plan var att gå tillbaka till sin moderklubb Slovan Bratislava, men förhandlingarna kollapsade efter att de inte kommit överens om kontraktet. Han vände sig då till Allsvenskan, där övergångsfönstret fortfarande var öppet. IFK Göteborg stod som ett möjligt alternativ för slovaken, som skrev på ett kontrakt som sträckte sig till och med den 31 augusti 2021. Hamšík gjorde allsvensk debut den 19 april 2021 i en 2–0-vinst över AIK där han hoppade in i den 74:e matchminuten. Han gjorde sin första start för klubben den 26 april 2021 i en 3–2-förlust mot nykomlingarna Degerfors IF.
Den 17 maj 2021 kom Hamšíks första mål för IFK Göteborg i en 2-2-match mot IK Sirius. En halvvolley med vänsterfoten ifrån straffområdeslinjen rakt upp i det högra krysset. Hamšik själv sa efter matchen att han klassar det som ett av hans bästa mål någonsin. 

### Trabzonspor
Vistelsen i Göteborg blev kort för slovaken när det redan den 8 juni 2021 stod klart att han skulle gå till den turkiska klubben Trabzonspor den 1 juli samma år.

## Landslagskarriär
Hamšík representerade Slovakien i kvalet till U17–EM och U19-EM. Han har även spelat i det slovakiska U-21-landslaget.
Han gjorde sin debut i Slovakiens landslag 7 februari 2007 i en vänskapsmatch mot Polen som slutade 2–2. Sin andra match spelade han mot Tyskland i kvalet till EM 2008 som Slovakien förlorade med 2–1.
Hamšík sågs även som Slovakiens stora stjärna inför VM i Sydafrika 2010, där han också var kapten. Slovakien avancerade där, i sitt första deltagande i VM, till andra omgången, efter att ha besegrat de regerande mästarna Italien i den avslutande matchen i gruppspelet. Hamšík var också bidragande till att Slovakien kunde kvalificera sig till sitt första EM-slutspel 2016, där man även denna gång tog sig förbi gruppspelet.
Hamšík avslutade landslagskarriären den 23 maj 2022.

## Övrigt
Marek Hamšíks favoritspelare är den tjeckiska fotbollsspelaren Pavel Nedvěd.

## Meriter
Napoli
- Coppa Italia: 2011–12
- Supercoppa italiana: 2014